# Зінчак Валентин Леонідович
Валенти́н Леоні́дович Зінча́к — майор Збройних сил України, учасник російсько-української війни.

## Короткі відомості
Мобілізований в квітні 2014-го. Брав участь у боях за ДАП до жовтня 2014-го. Демобілізований в квітні 2015-го. З травня 2015 року працював (працює) начальником будівельного департаменту в ТОВ «Фоззі фуд».
Ведучий на телеканалі 2+2 програми «Дембель».

## Нагороди
6 жовтня 2014 року — за особисту мужність і героїзм, виявлені у захисті державного суверенітету та територіальної цілісності України, вірність військовій присязі під час російсько-української війни, відзначений — нагороджений орденом Богдана Хмельницького III ступеня.